# St-André-St-Léger (Meymac)

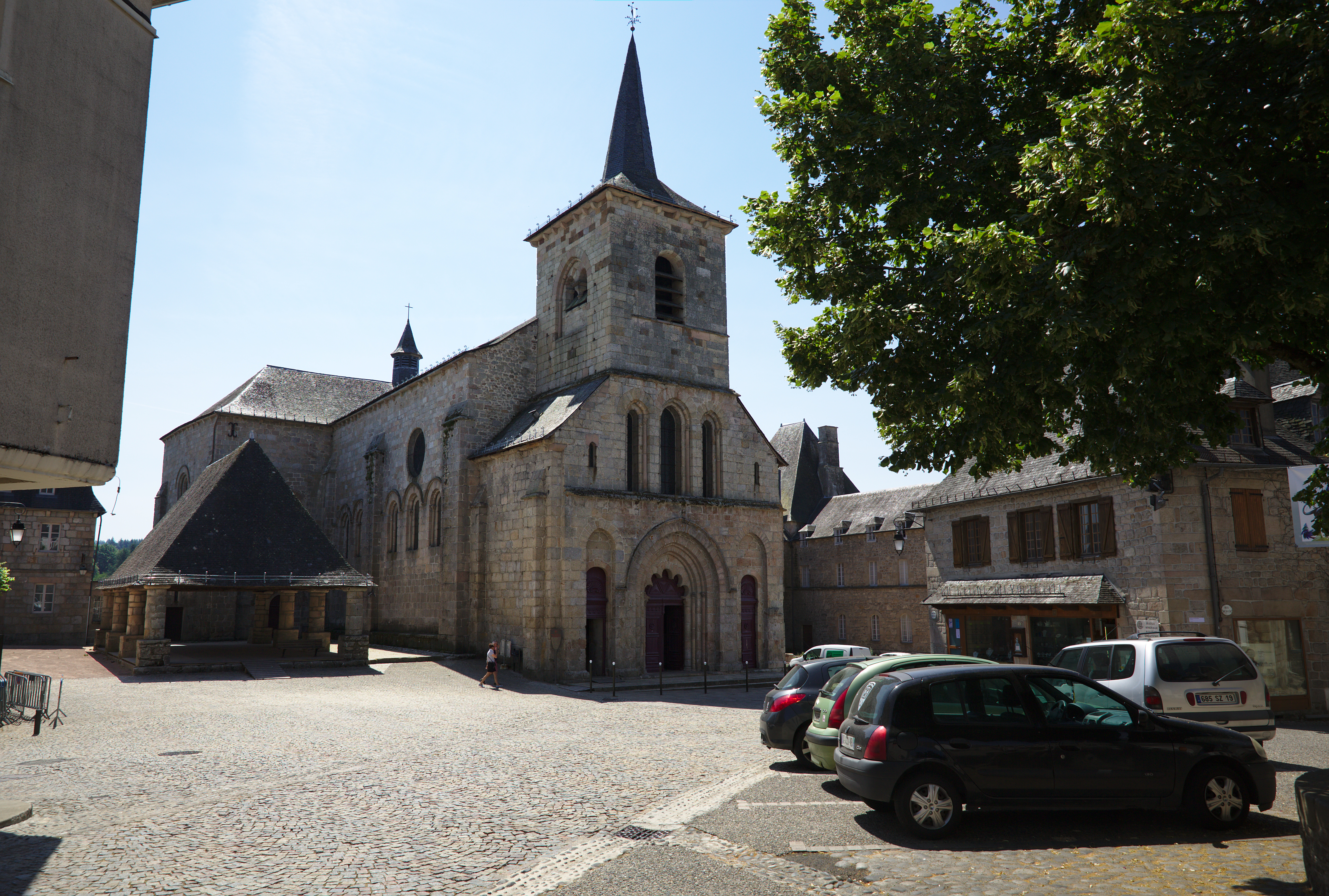
Ehemalige Abteikirche Saint-André-Saint-Léger

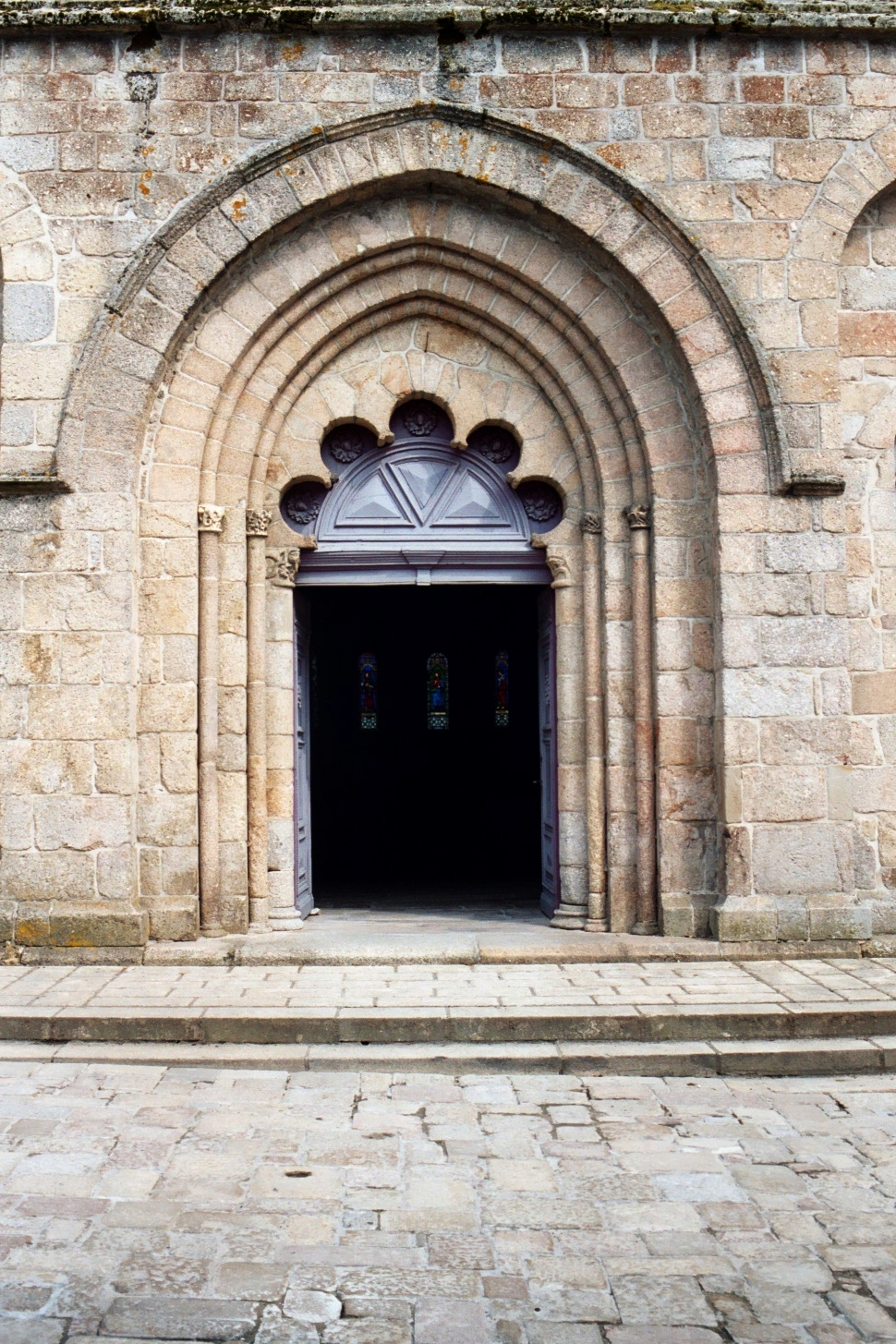
Zackenportal

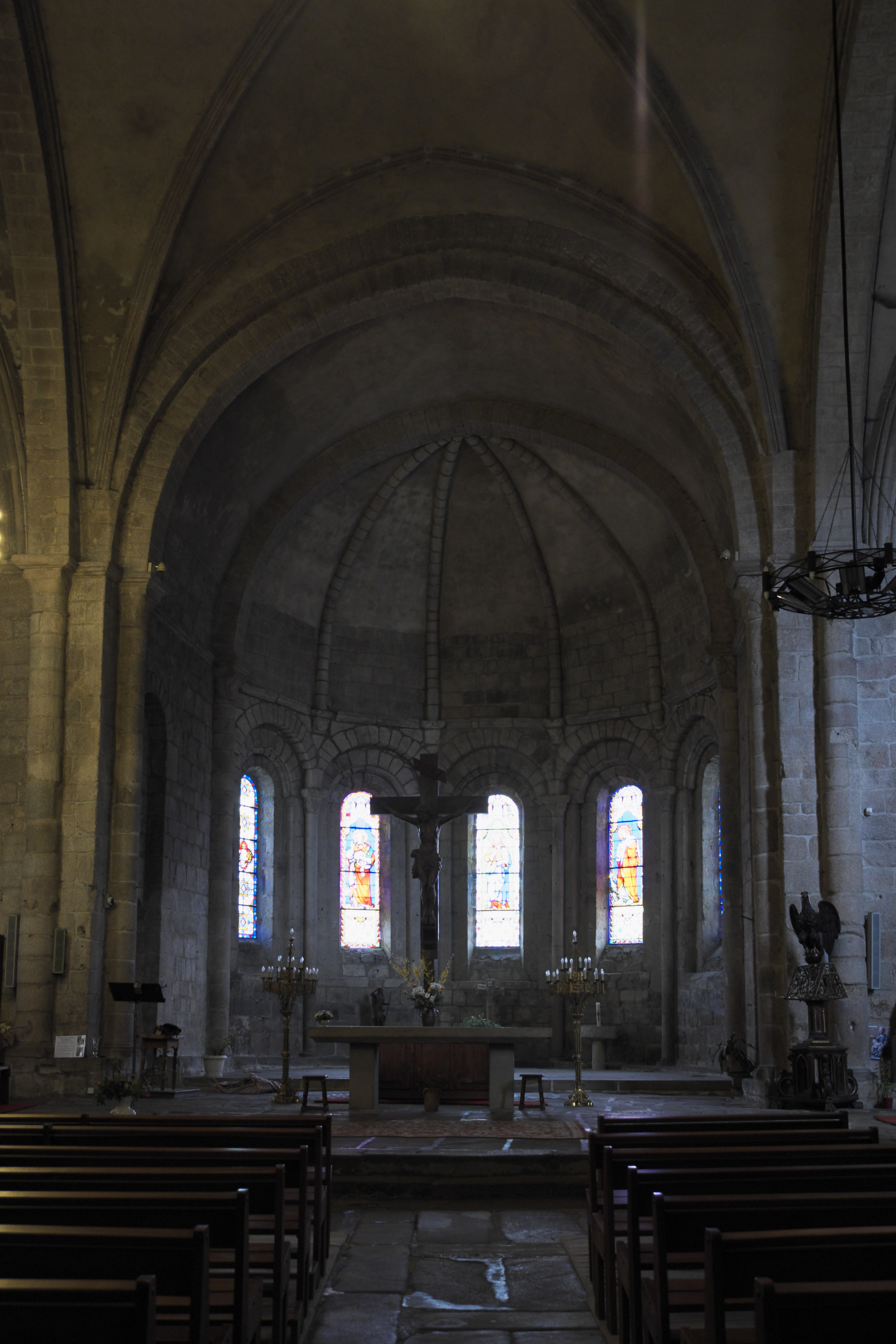
Innenraum

Die katholische Kirche Saint-André-Saint-Léger in Meymac, einer Gemeinde im Département Corrèze in der französischen Region Nouvelle-Aquitaine, wurde ab dem 11. Jahrhundert in mehreren Bauphasen im Stil der Romanik errichtet. Die Kirche ist dem Apostel Andreas und als zweitem Patron dem heiligen Leodegar von Autun geweiht. Im Jahr 1840 wurde die Kirche als Monument historique in die Liste der Baudenkmäler in Frankreich aufgenommen.

## Geschichte
Aus zwei Urkunden aus dem Jahr 1085 geht hervor, dass in diesem Jahr Archambaud III., Vizegraf von Comborn, in Meymac ein Kloster gründete und dass er dieses einschließlich der Kirche von Meymac der Benediktinerabtei von Uzerche unterstellte. Die Kirche wurde sowohl als Pfarr- als auch als Klosterkirche genutzt. Zu Beginn des 12. Jahrhunderts gelangte das Kloster in den Besitz von Reliquien (Kopf und Hand) des heiligen Leodegar von Autun und Meymac entwickelte sich zum Wallfahrtsort. Um 1146 löste sich das Kloster aus der Abhängigkeit von Uzerche und wurde selbst zur Abtei erhoben. Infolge des Konfliktes des Hauses Plantagenet mit dem französischen König verschlechterte sich die Situation der Abtei im 13. Jahrhundert. Im 14./15. Jahrhundert, in der Zeit des Hundertjährigen Krieges, wurden die Klostergebäude geplündert und in Brand gesetzt. 1633 lebte nur noch ein Mönch in der Abtei. 1669 übernahm der Reformorden der Mauriner das Kloster und ließ neue Konventsgebäude errichten. Während der Französischen Revolution wurde das Kloster aufgelöst und 1791 mussten die letzten fünf Mönche das Kloster verlassen. Die Gebäude wurden als Kaserne, Scheune und Pferdestall genutzt, in der zweiten Hälfte des 19. Jahrhunderts wurden hier die Schule, das Postamt, das Fremdenverkehrsbüro und das Museum Marius Vazeilles eingerichtet. Seit der Renovierung in den 1980er Jahren beherbergen die ehemaligen Klostergebäude das Museum Marius Vazeilles und ein Zentrum für zeitgenössische Kunst.

## Architektur

### Außenbau
Die über einem lateinischen Kreuz in Granit errichtete Kirche weist eine Länge von 50 Metern auf. Die Vorhalle unter dem Glockenturm an der Westfassade ist der älteste Teil der Kirche. Sie geht vermutlich auf das 11. Jahrhundert zurück und entstand wohl noch vor der Gründung des Klosters. In der Westfassade der Vorhalle sind drei Portale eingeschnitten, das mittlere Portal wird von einem Zackenbogen und leicht zugespitzten Archivolten gerahmt. Darüber öffnen sich drei ebenfalls leicht zugespitzte Fenster. Der quadratische Glockenturm wurde im 17. Jahrhundert neu errichtet.

### Innenraum
Die dreischiffige Vorhalle im Unterbau des Glockenturms wird von einer Kuppel überwölbt. Die beiden Seitenschiffe sind nicht zum Kircheninnenraum geöffnet. Das einschiffige Langhaus, das vermutlich Ende des 12. Jahrhunderts an die Vorhalle angefügt wurde, erstreckt sich über zwei Joche und wird von Kreuzrippengewölben gedeckt. Beide Querhausarme münden in halbrunden Apsiden, die jeweils von drei Fenstern beleuchtet werden. Der Chor liegt drei Stufen erhöht und schließt ebenfalls mit einer Apsis, in die fünf Fenster eingeschnitten sind.

### Kapitelle
Scheid- und Gurtbögen ruhen auf massiven Pfeilern mit Säulenvorlagen, die mit pflanzlichen Motiven und figürlichen Szenen skulptierten Kapitellen ausgestaltet sind. Auf den Kapitellen sind Löwen und geflügelte Monster zu sehen, nackte menschliche Figuren werden von Ungeheuern verschlungen.

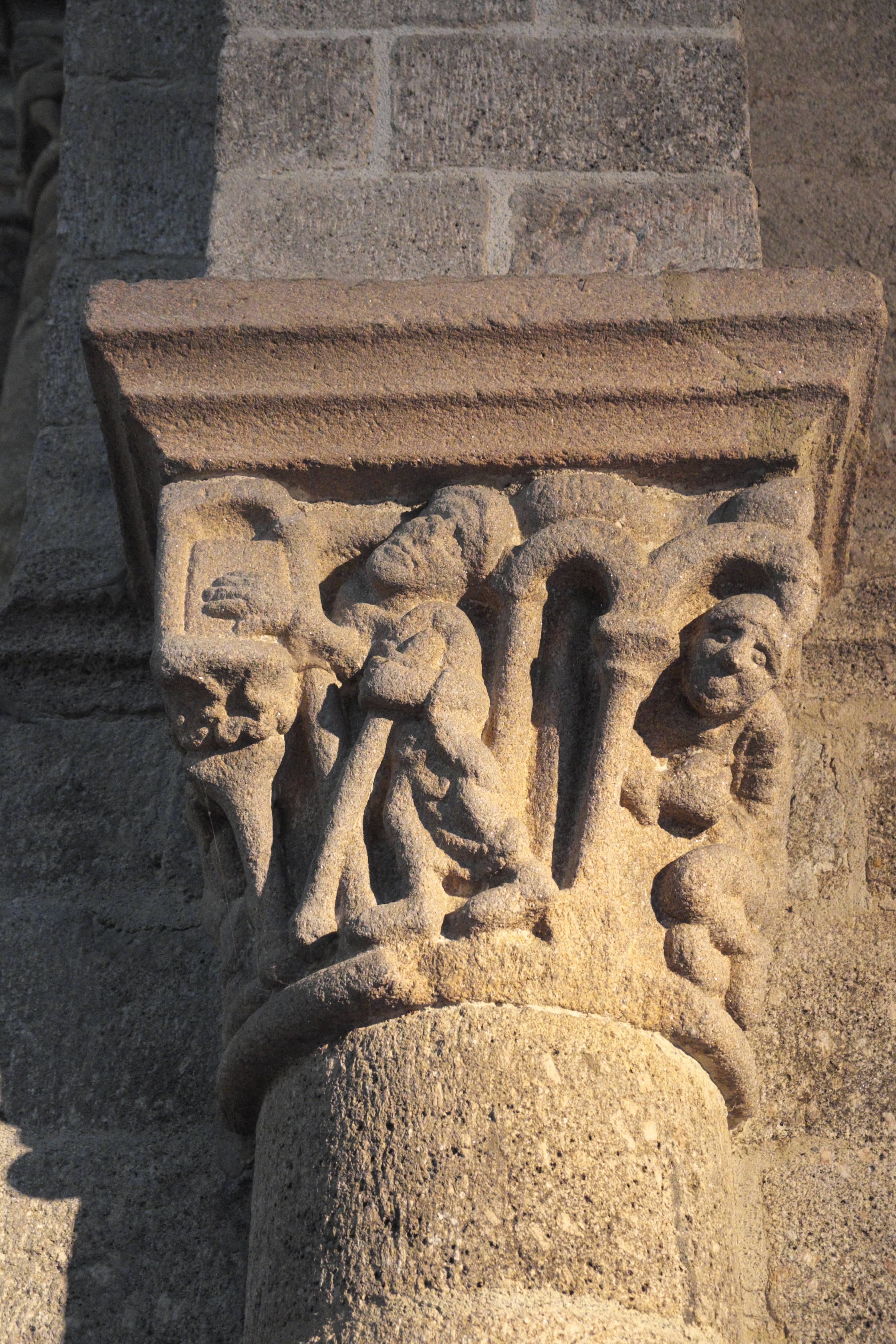
Kapitell
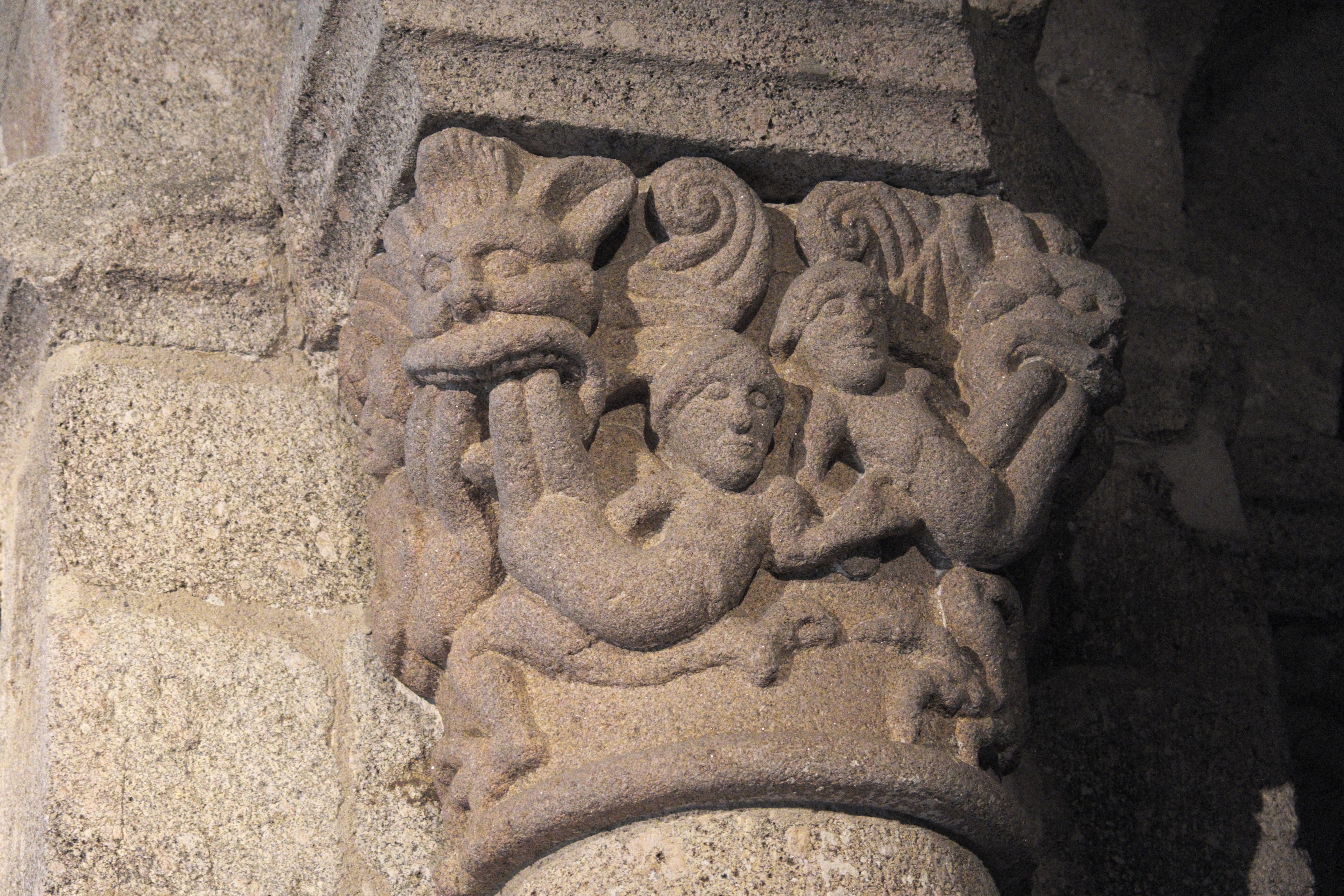
Kapitell
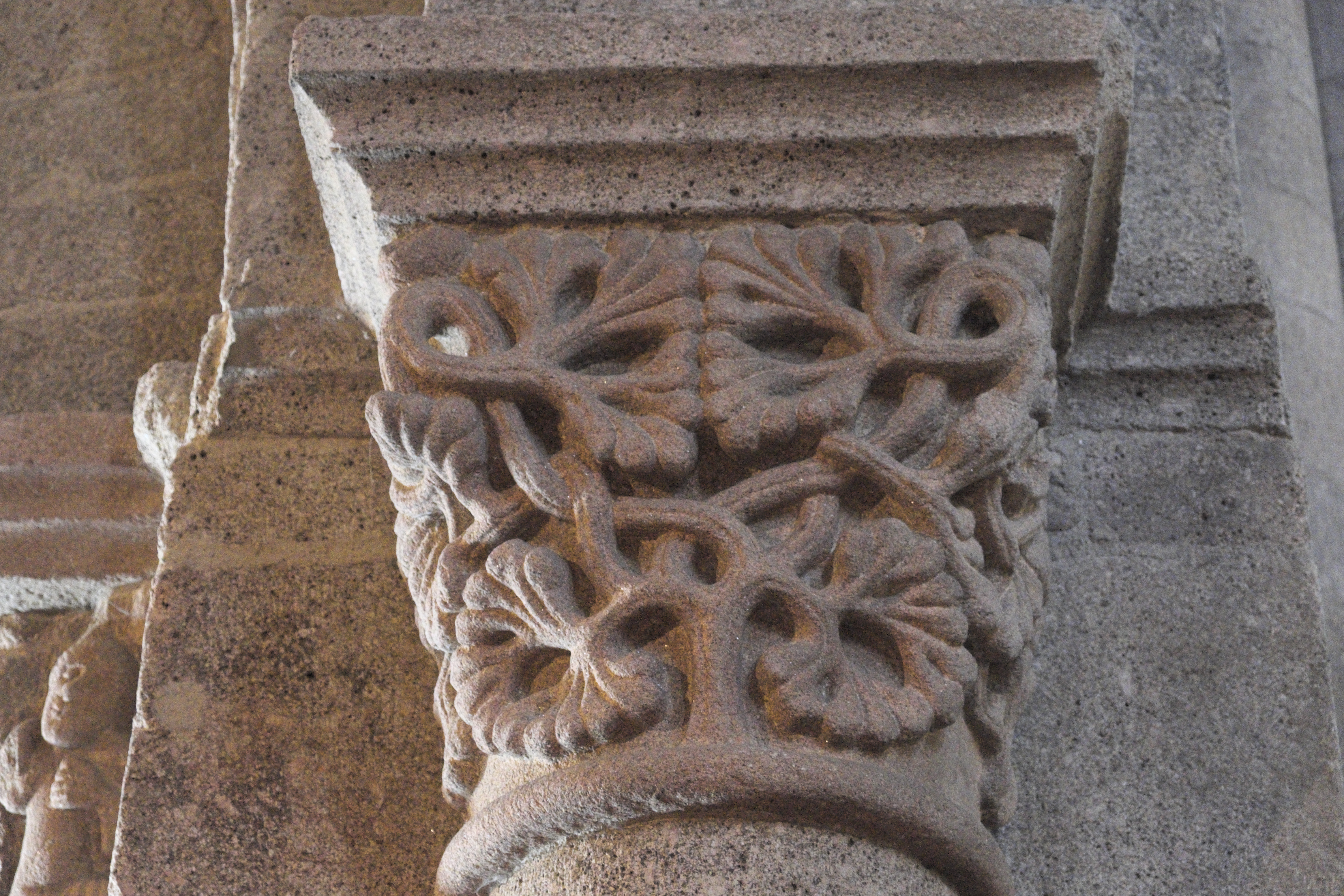
Kapitell
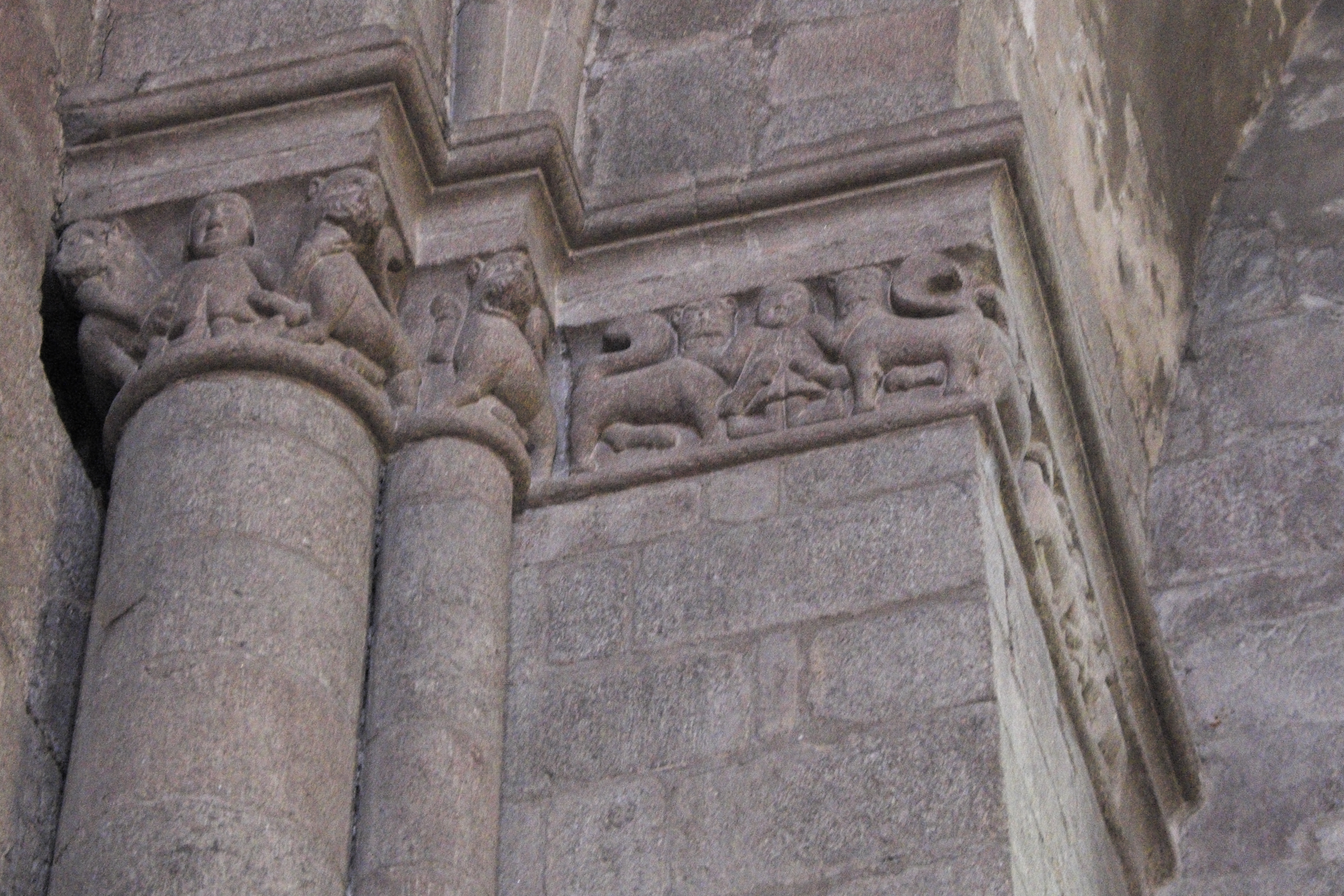
Kapitell

## Bleiglasfenster

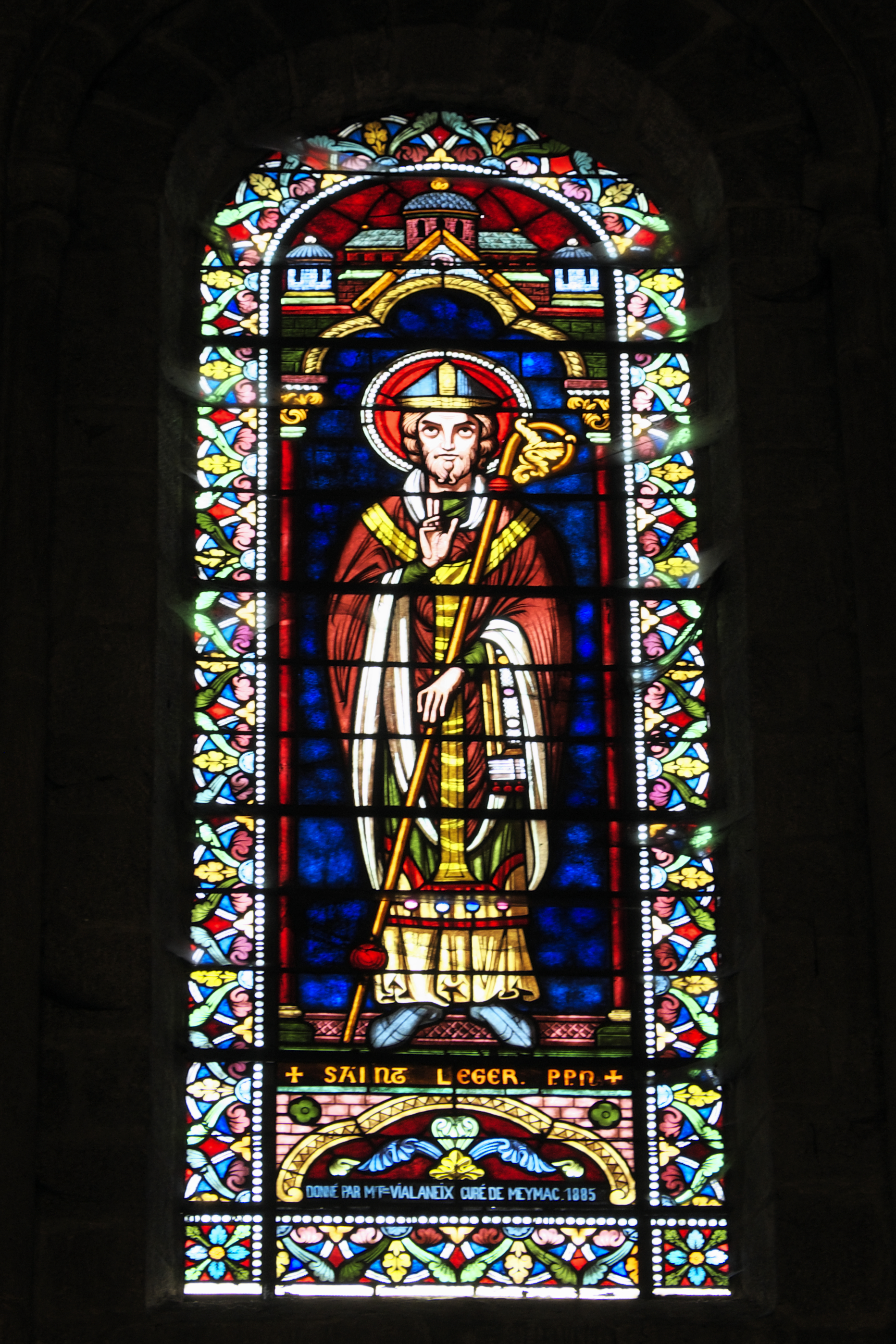
Heiliger Leodegar

Die Bleiglasfenster im Chor weisen die Jahreszahl 1861 und die Signatur von Émile Thibaud auf. Sie stellen in der Mitte Jesus, links den Apostel Petrus und rechts den Evangelisten Johannes dar. Drei Fenster wurden 1885 von Félix Gaudin in Clermont-Ferrand ausgeführt. Auf ihnen sind der Schutzpatron der Kirche, Leodegar von Autun, die Unterweisung Mariens und der heilige Joachim dargestellt. Weitere Fenster stammen aus dem Jahr 1940 und sind Arbeiten des Glasmalers Francis Chigot aus Limoges. Ein Fenster aus dem Jahr 1984 trägt die Signatur von Dominique de Raed.

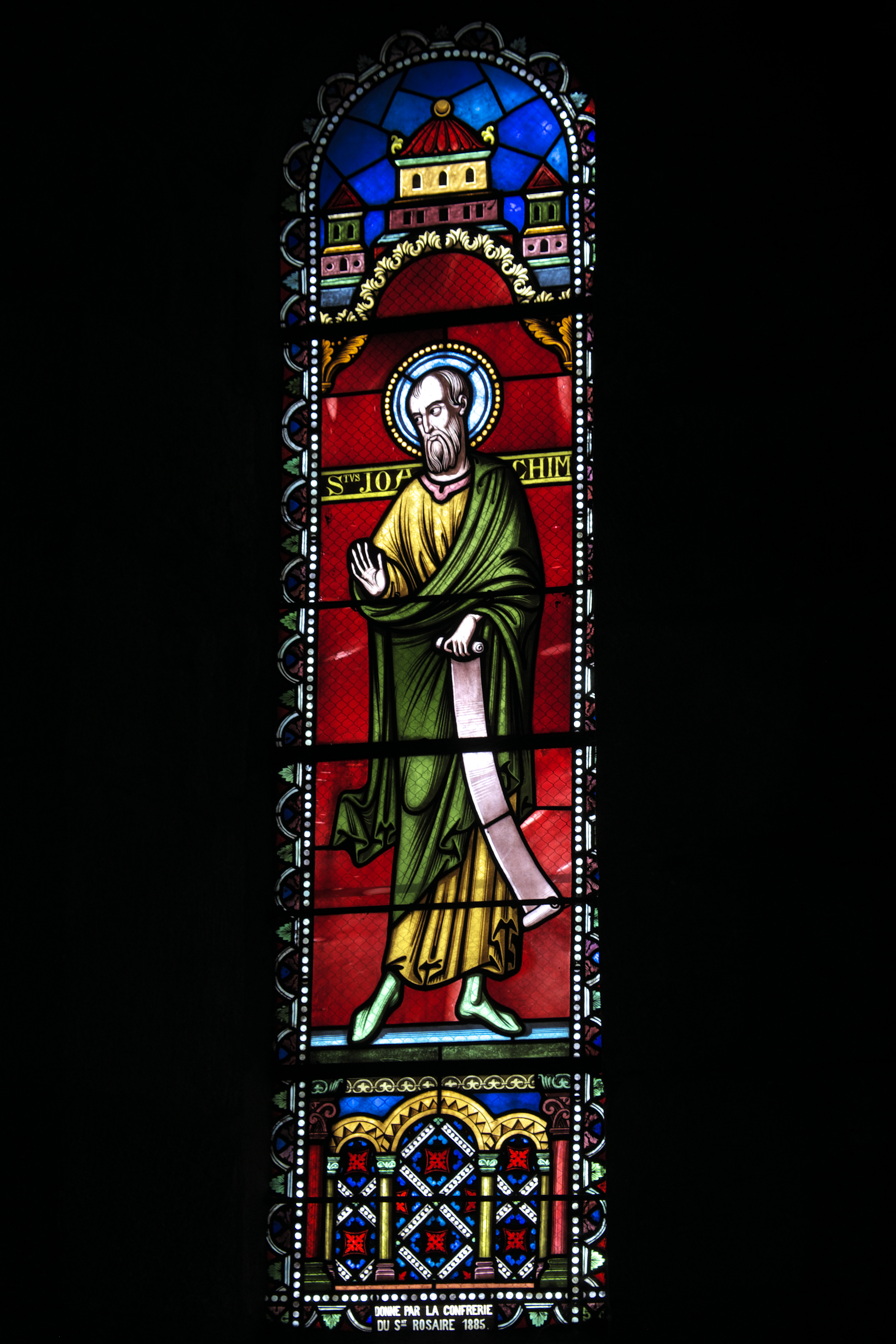
Heiliger Joachim
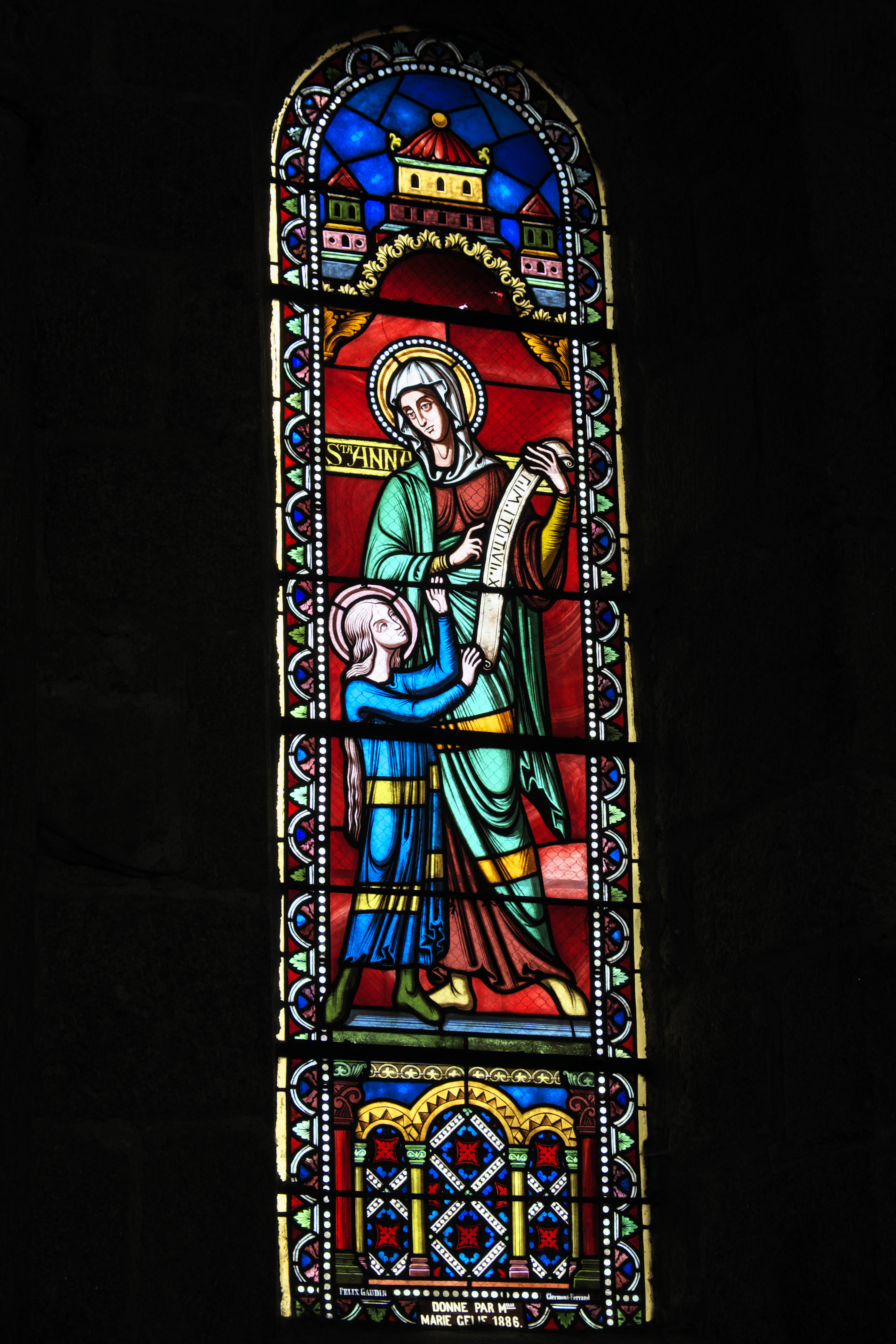
Unterweisung Mariens
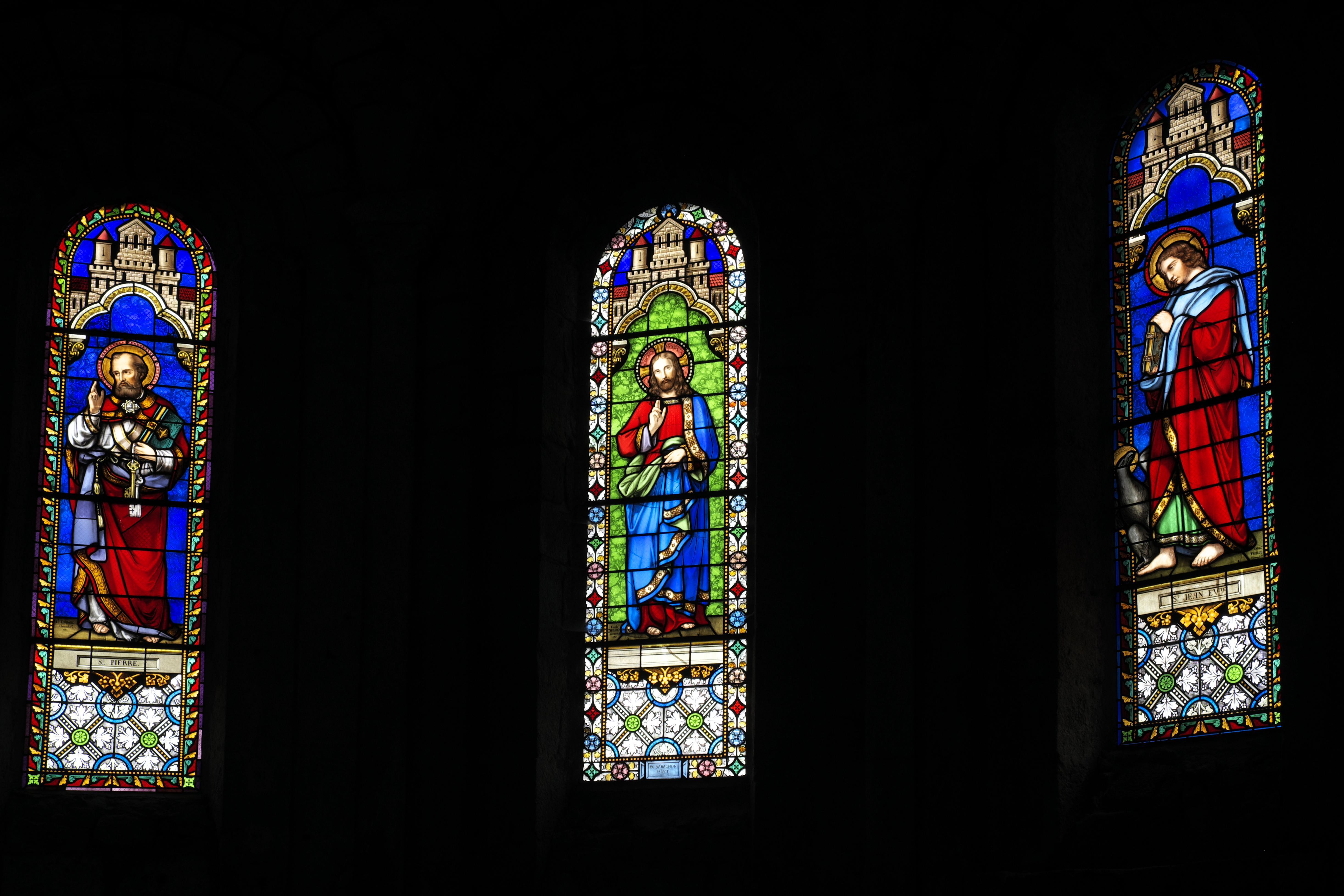
Chorfenster

## Ausstattung
- Die Kirche besitzt eine schwarze Madonna aus dem 12. Jahrhundert. In einer Vitrine im Chor ist eine Kopie ausgestellt. Die Muttergottes sitzt auf einem Thron ohne Rückenlehne. Auf ihrem Schoss sitzt das Jesuskind, das ein Buch in der linken Hand hält. Die Figuren sind aus sehr dunklem Holz geschnitzt, ihre Bekleidung ist farbig gefasst und teilweise vergoldet.[2]
- Ein figürlich skulptiertes Kapitell aus dem 12. Jahrhundert wird als Weihwasserbecken genutzt.[3]

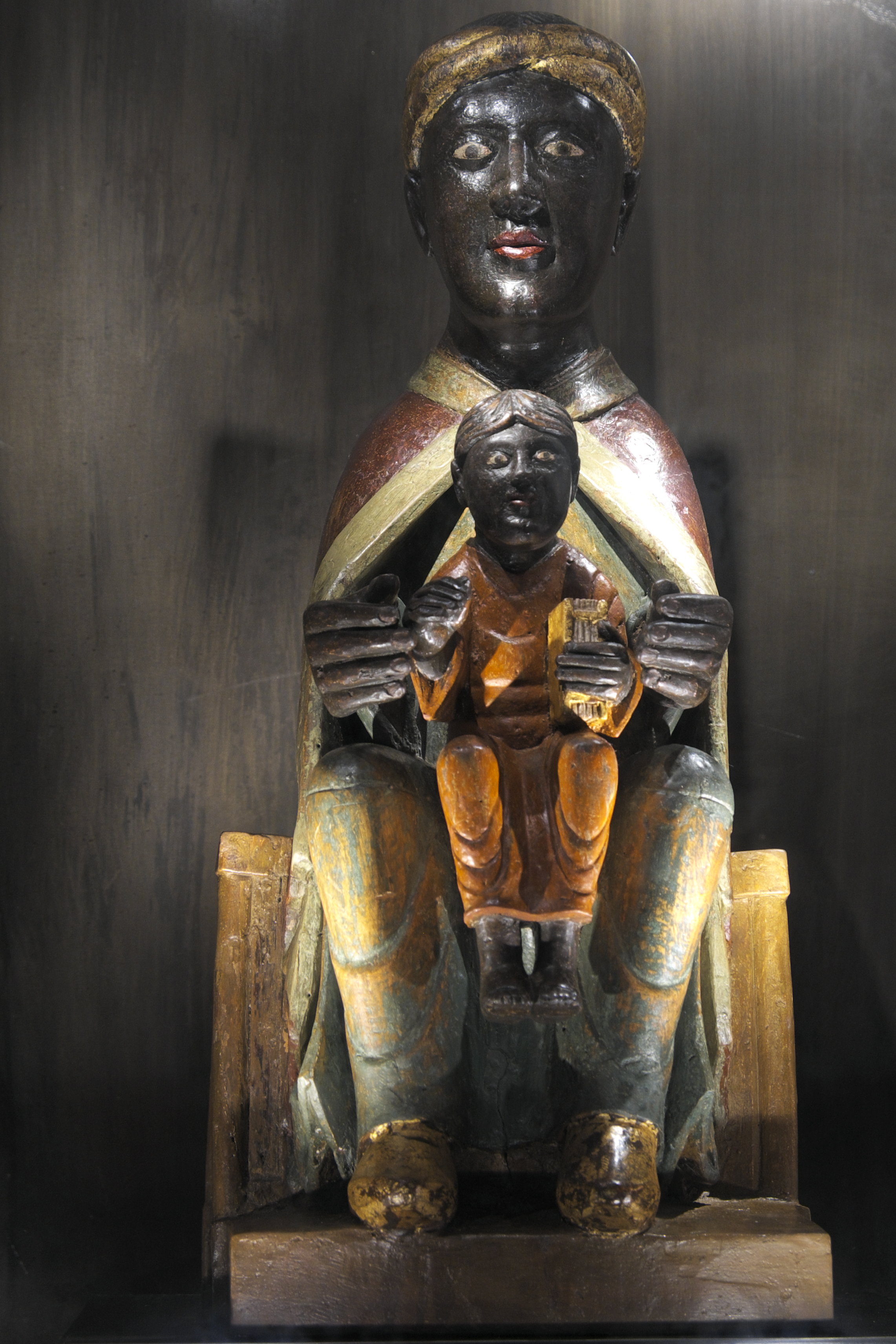
Schwarze Madonna
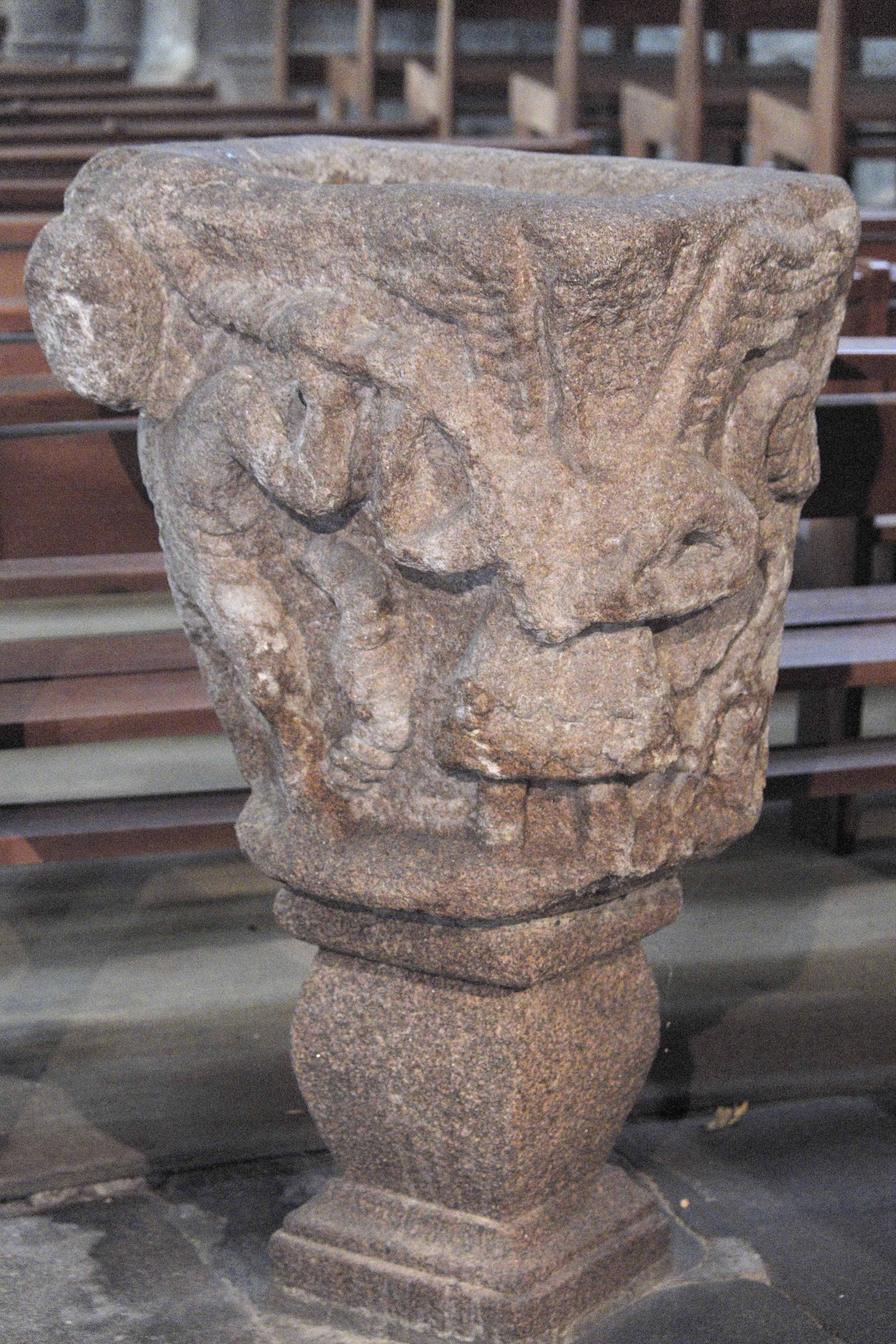
Weihwasserbecken, ursprüngliches Kapitell